# Henry J. Hunt
Henry Jackson Hunt (Detroit, 14 september 1819 - Washington D.C., 11 februari 1889) was een generaal van de artillerie in de Army of the Potomac tijdens de Amerikaanse Burgeroorlog. Zijn tijdgenoten beschouwden hem als de beste tacticus en strateeg in verband met artillerie. Hij had dan ook een belangrijk aandeel in de Amerikaanse Burgeroorlog, de Slag bij Antietam, de Slag bij Fredericksburg en de Slag bij Gettysburg.

## Militaire loopbaan
- Brevet Second Lieutenant: 1839
- First Lieutenant:
- Brevet Captain: 1852[2]
- Brevet Major: 1861[2][3]
- Captain: 1861
- Colonel:
- Brigadier General: 15 september 1862
- Brevet Colonel in the Regular Army:[3]
- Brevet Major General in the volunteers:[3]
- Brevet Major General in the Regular Army:
- Brigadier General of volunteers: 1862
- Brevet Brigadier General in the Regular Army: 1865[3]